# Barbara Sadleder
Barbara Sadleder (* 17. Juni 1967 in Steyr) ist eine ehemalige österreichische Skirennläuferin. Sie war auf die schnellen Disziplinen Abfahrt und Super-G spezialisiert und erreichte zwei Podestplätze im Weltcup sowie drei Top-10-Platzierungen bei Olympischen Spielen und Weltmeisterschaften.

## Biografie
Sadleder besuchte die Skihauptschule in Windischgarsten und anschließend die Skihandelsschule in Waidhofen an der Ybbs. Nach ersten Erfolgen im Europacup – sie erreichte in der Saison 1986/87 den zweiten Platz in der Abfahrtswertung – kam sie im selben Winter zu ihren ersten Einsätzen im Weltcup. Am Saisonende gewann sie mit Platz 14 in der Abfahrt von Vail erstmals Weltcuppunkte und zu Beginn des nächsten Winters erzielte sie den achten Platz in der Kombination von Leukerbad. Vorrangig kam sie aber weiterhin im Europacup zum Einsatz. Als sie in der Saison 1987/88 mit drei Siegen die Abfahrtswertung vor der Schweizerin Tanja Steinebrunner gewann und punktegleich mit ihr Sechste der Gesamtwertung wurde, hatte sie sich endgültig einen Fixplatz im österreichischen Weltcupteam gesichert.
Die guten Ergebnisse aus dem Europacup konnte Sadleder in der Weltcupsaison 1988/89 mehrfach bestätigen. Unter anderem erreichte sie den vierten Platz in der Abfahrt von Zauchensee sowie Rang sechs in der Abfahrt und Rang sieben im Super-G von Grindelwald. Mit insgesamt sechs Top-10-Platzierungen erzielte sie gleich in ihrer ersten vollen Weltcupsaison als 20. im Gesamtweltcup und Neunte im Abfahrtsweltcup ihre besten Gesamtresultate. Die mannschaftsinterne Qualifikation für die Weltmeisterschaften in Vail gelang ihr aber nicht. Ähnliche Ergebnisse wie im Vorjahr erzielte Sadleder auch in den nächsten beiden Jahren. In der Saison 1989/90 fuhr sie viermal unter die schnellsten zehn, davon dreimal in der Abfahrt, und erreichte als bestes Resultat den fünften Platz in der zweiten Abfahrt von Panorama. Im Abfahrtsweltcup belegte sie den elften Platz, im Gesamtweltcup fiel sie jedoch auf Platz 33 zurück. In der Saison 1990/91 erzielte sie erneut vier Top-10-Platzierungen und egalisierte mit Rang vier in der Abfahrt von Garmisch-Partenkirchen ihr bis dahin bestes Weltcupresultat. Diesmal qualifizierte sie sich auch für die Weltmeisterschaften 1991 in Saalbach-Hinterglemm, wo sie in der Abfahrt Neunte wurde, im Super-G jedoch ausschied.
Zu Beginn der Saison 1991/92 stand Barbara Sadleder als Zweite des Super-Gs von Santa Caterina erstmals in einem Weltcuprennen auf dem Podest und erzielte damit gleichzeitig ihr bestes Weltcupresultat überhaupt. Den Sieg verpasste sie gegenüber der Deutschen Katja Seizinger nur um zwei Hundertstelsekunden. Weitere Podestplätze blieben in diesem Winter zwar aus, doch mit einigen Top-10-Resultaten konnte sie sich im Gesamtweltcup wieder auf den 23. Platz verbessern, zudem wurde sie Zehnte in der Super-G-Wertung. Zum ersten Mal gewann sie auch die österreichische Meisterschaft im Super-G, was sie 1993 wiederholen konnte. Bei den Olympischen Winterspielen 1992 in Albertville blieb sie mit Platz sieben in der Abfahrt und Rang 15 im Super-G im Bereich ihrer Weltcupergebnisse.
Die Saison 1991/92 begann für Sadleder mit zwei achten Plätzen in Abfahrt und Super-G von Vail. Nach ein paar schlechteren Ergebnissen fuhr sie am 15. Jänner 1993 mit Platz drei in der Abfahrt von Cortina d’Ampezzo zum zweiten Mal in ihrer Karriere auf das Podest. Im Rest des Winters kam sie aber nur noch einmal unter die besten zehn. Bei den Weltmeisterschaften 1993 in Morioka-Shizukuishi erzielte Sadleder Platz zehn im Super-G, kam in der Abfahrt aber nur auf Rang 25. Gänzlich unbefriedigend verlief die Saison 1993/94. Ein 24. Platz in der Abfahrt von Whistler war ihr bestes Resultat, worauf sie im Frühjahr 1994 nach dieser enttäuschenden Saison ihre Karriere beendete.
Im Jahr 2000 übernahm die gelernte Kfz-Technikerin mit ihrer Schwester das Autohaus ihrer Eltern in Weyer.

## Erfolge

### Olympische Winterspiele
- Albertville 1992: 7. Abfahrt, 15. Super-G

### Weltmeisterschaften
- Saalbach-Hinterglemm 1991: 9. Abfahrt
- Morioka 1993: 10. Super-G, 25. Abfahrt

### Weltcup
- 9. Rang im Abfahrtsweltcup in der Saison 1988/89
- 10. Rang im Super-G-Weltcup in der Saison 1991/92
- 2 Podestplätze und weitere 5 Platzierungen unter den besten fünf

### Europacup
- Saison 1986/87: 2. Abfahrtswertung
- Saison 1987/88: 6. Gesamtwertung, 1. Abfahrtswertung
- 4 Siege:

| Saison  | Ort         | Land       | Disziplin |
| ------- | ----------- | ---------- | --------- |
| 1986/87 | Igls        | Österreich | Abfahrt   |
| 1987/88 | Val Zoldana | Italien    | Abfahrt   |
| 1987/88 | Val Zoldana | Italien    | Abfahrt   |
| 1987/88 | Auron       | Frankreich | Abfahrt   |

### Österreichische Meisterschaften
- Österreichische Meisterin im Super-G 1992 und 1993